# Parc Arqueològic de Centocelle

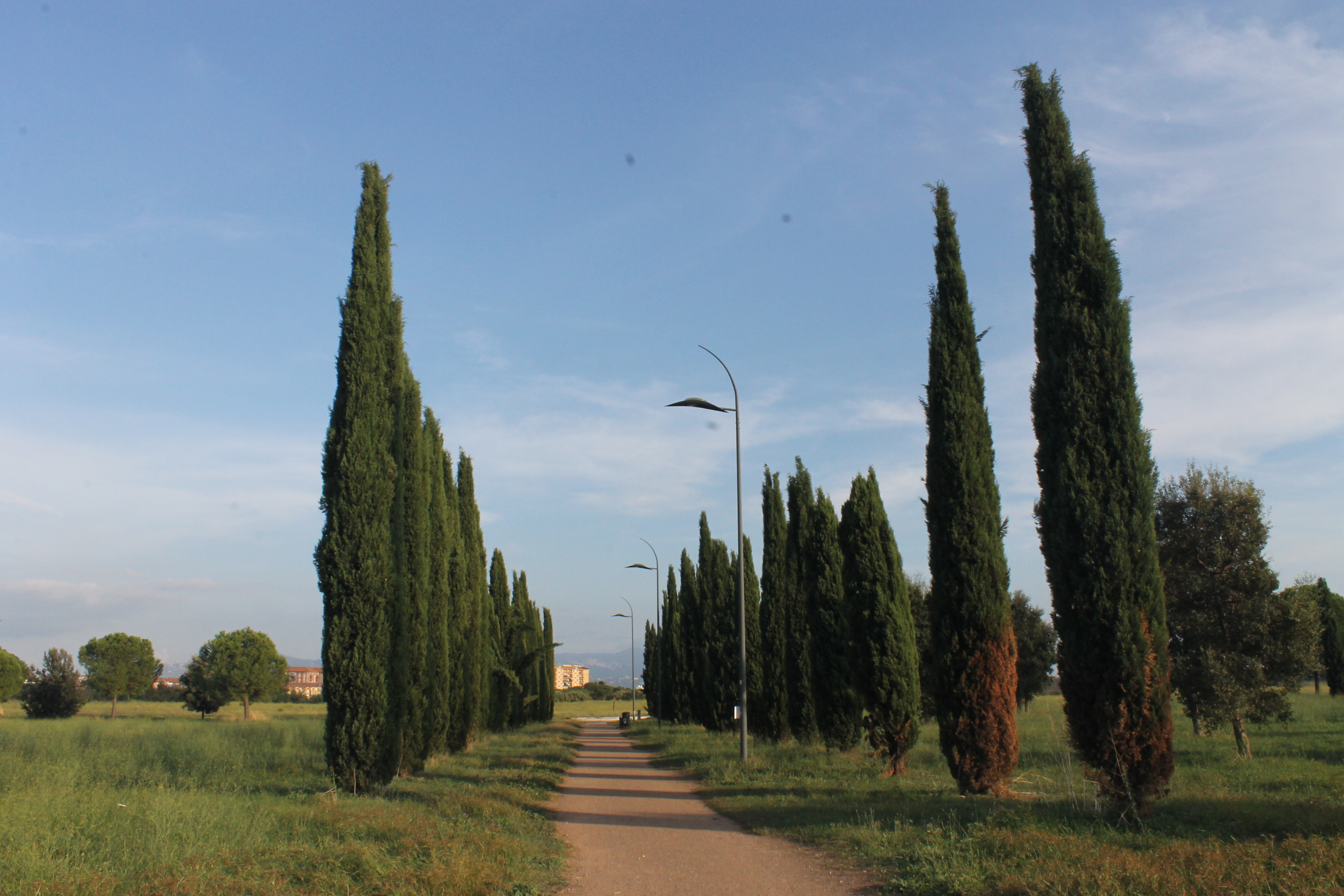
Parc Arqueològic de Centocelle

El Parc Arqueològic de Centocelle (llatí: 'Parco archeologico di Centocelle') és una àrea verda d'aproximadament 120 hectàrees situada al barri Don Bosco de Roma, al sud de la zona urbana perifèrica de Centocelle.

## Història

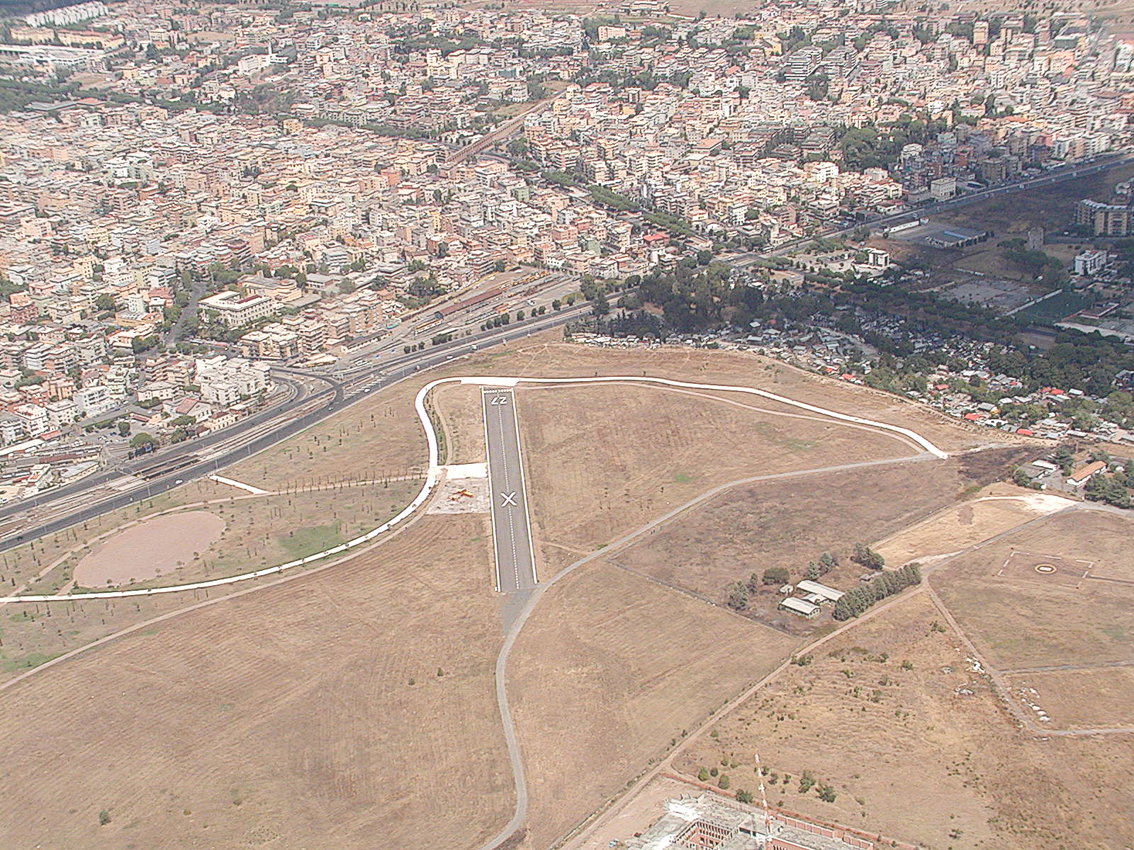
Vista aèria del parc, amb la pista de l'antic aeroport de Roma-Centocelle, el primer d'Itàlia (hui inactiu)

Aquest parc se situa en una plana que conté restes arqueològiques que testimonien la utilització de l'àrea a partir del final del segle VI ae. A més de dos magatzems, un d'ús civil del període republicà i un altre d'ús religiós, se'n descobriren en les excavacions del final del segle XX les tres vil·les romanes conegudes com Vil·la de la Piscina, Vil·la de les Termes i Vil·la Ad Dues Lauros ('dels dos llorers' en llatí). Aquesta darrera és particularment important perquè era part d'una gran propietat imperial de la dinastia constantiniana, residència de l'emperadriu Helena i, per les seues dimensions, era anomenada de Centum Cellae ('Cent quarts'), l'origen del nom del barri de "Centocelle" i del parc. Després de la donació de la propietat per a l'Església, s'hi creà la Diòcesi suburbicària Subaugusta.
A la fi del segle xix s'hi construí el Fort Casilina i, a l'inici del següent, la resta del terreny s'utilitzà per construir-hi el primer aeroport d'Itàlia, l'aeroport de Roma-Centocelle, inaugurat oficialment el 15 d'abril del 1909. Després de ser tancat, l'àrea va ser cedida per a la construcció de nous projectes urbanístics i fou cedida a la Comuna de Roma.
Més tard, amb la transformació de l'àrea sencera en un indret d'interés historicoarqueològic pel Ministeri de Cultura, la comuna va crear el parc arqueològic aprofitant-lo per suplir la manca d'àrees verdes en la zona. Però, l'obertura al públic es feu problemàtica a causa d'una sèrie d'ocupacions il·legals de desballestaments automobilístics (alguns encara al lloc), clubs esportius i de dos campaments del poble romaní a la Via Casilina 700 i 900. Finalment obert al 2006, el parc va acabar tancat per motius de seguretat entre 2008 i gener de 2010. Actualment és possible visitar-ne una extensió d'unes 33 hectàrees. La pista de l'antic aeroport encara es pot veure al parc.
Al subsol del parc hi ha una galeria artificial amb prop d'un quilòmetre, hui abandonada, que formava part d'una via metropolitana iniciada durant el període feixista (dècada de 1930), un projecte interromput per l'inici de la Segona Guerra Mundial i mai représ.